# Fabián Cuéllar
Fabián Cuéllar (Neiva, Huila, Colombia; 21 de junio de 1985) es un exfutbolista y actual microfutbolista colombiano. En la actualidad juega en el Ultrahuilca de la Liga Argos de futsal.

## Trayectoria

### Como futbolista
Fabián inició su carrera futbolística en el Atlético Huila en el año 2004, siendo figura en el esquema táctico buscado por Bernardo Redín. al año siguiente clasificaría a los cuadrangulares finales con el Atlético Huila. En el 2006 sufrió una delicada lesión de rodilla que lo marginó de las canchas gran parte del torneo. En el 2007 se recupera de la lesión para jugar en el equipo y llegar al subcampeonato del Torneo Apertura colombiano con el Atlético Huila.
En el siguiente torneo se incorpora al Monagas Sport Club de Venezuela. Fue considerado como el mejor refuerzo extranjero del club, marcando goles y asistiendo a sus compañeros en su posición de volante de creación.
Al año siguiente (2008) se reincorpora al Atlético Huila en el partido América de Cali 1-2 Atlético Huila, marcando el gol del triunfo para su equipo. En el aquel torneo sufre nuevamente una lesión. Regresa al siguiente torneo el cual tuvo un mejor desempeño individualmente, aunque su equipo no vivía lo mismo quedando así en el puesto 17.
En el 2009 en plena pretemporada sufre una lesión que lo marginó gran parte del torneo. A finales del mes de abril logra su recuperación. Jugó en la Copa Colombia terminando así el primer semestre futbolístico.
Para el Torneo Finalización Fabián se probó en el Independiente Medellín, en donde no cumplió las expectativas del entrenador Leonel Álvarez. En julio de 2009 se vincula al Santiago Morning. Seis meses más tarde, en enero de 2010, regresa a Colombia para jugar con el Deportivo Pereira. En agosto del 2011 llega como nuevo refuerzo de La Paz Fútbol Club. En la segunda jornada marca un gol de tiro libre a 35 metros del arco rival, en ese mismo encuentro marca de penal el empate definitivo contra el The Strongest

### Cienciano
Luego de su gran año en Bolivia, en el 2013 ficha por Cienciano del Cuzco.
En la segunda temporada del 2013 ficha por Alebrijes de Oaxaca.
En la segunda temporada del 2014 llega a Club Deportivo Irapuato. al desaparecer Irapuato, se quedó como Agente libre casi 7 meses.

### Como Microfutbolista
Tras su salida del Irapuato y estar casi 1 año sin jugar Fabián decide continuar su carrera deportiva en el  Utrahuilca Huila futsal de la Liga Colombiana de Fútbol Sala donde firma contrato en febrero del 2016.

## Clubes

### Como futbolista
| Club                | País                | Temporadas          | Partidos | Goles |
| ------------------- | ------------------- | ------------------- | -------- | ----- |
| Atlético Huila      | Colombia            | 2004-2007 2008-2009 | 60       | 8     |
| Monagas             | Venezuela           | 2007                | 17       | 2     |
| Santiago Morning    | Chile               | 2009                | 3        | 0     |
| Deportivo Pereira   | Colombia            | 2010-2011           | 35       | 2     |
| La Paz              | Bolivia             | 2011-2012           | 22       | 5     |
| Cienciano           | Perú                | 2013                | 10       | 0     |
| Alebrijes de Oaxaca | México              | 2013-2014           | 16       | 2     |
| Irapuato            | México              | 2014-2015           | 19       | 1     |
| Total en su carrera | Total en su carrera | Total en su carrera | 182      | 18    |

### Como Microfutbolista
| Club                    | País     | Año           |
| ----------------------- | -------- | ------------- |
| Utrahuilca Huila futsal | Colombia | 2016-presente |